# Collectivité territoriale
Eine collectivité territoriale (französisch; vollständig: collectivités territoriales de la République, vor der Verfassungsänderung vom 28. März 2003 auch collectivités locales) ist in Frankreich eine juristische Person des öffentlichen Rechts, die einen Teil des französischen Staatsgebietes umfasst und auf diesem bestimmte öffentliche Aufgaben ausführt, die ihr durch die Verfassung oder die Gesetze zugewiesen sind. Sie besitzt Verwaltungsautonomie, die durch Organe ausgeübt wird, die von den wahlberechtigten Einwohnern direkt gewählt werden, jedoch keinen Staatscharakter. Die collectivités territoriales sind zu unterscheiden von den circonscriptions territoriales, die Territorialverwaltungseinheiten des Zentralstaats ohne eigenständige Rechtspersönlichkeit sind. Sie entsprechen damit den kommunalen Gebietskörperschaften in Deutschland und Österreich und den politischen Gemeinden in der Schweiz.
Der Rechtsstatus der collectivités territoriales beruht auf Abschnitt XII der französischen Verfassung und den einfachgesetzlichen Regelungen des Code général des collectivités territoriales (CGCT). Alle Gebietskörperschaften sind unmittelbar Bestandteile der Republik und haben jeweils ihre eigenen gesetzlich festgelegten Zuständigkeitsfelder. Es gibt keine vertikale Hierarchie und kein Aufsichtsverhältnis (tutelle) der Körperschaften untereinander, also z. B. kein Weisungsrecht der Regionen gegenüber den Départements oder Gemeinden.

## Typen voncollectivités territoriales
Artikel 72 der französischen Verfassung kennt fünf Typen von collectivités territoriales: Gemeinden (communes), Départements, Regionen (régions), collectivités mit Sonderstatus und überseeische collectivités, deren Rechtsstatus durch Artikel 74 der Verfassung bestimmt wird. Weitere collectivités können durch Gesetz geschaffen werden.
Derzeit gibt es in Frankreich folgende
collectivités territoriales:
- 34.955 Gemeinden (communes, Stand: 1. Januar 2022) im französischen Mutterland einschließlich der Überseedépartements[5]; diese Zahl schließt 2 Gemeinden mit Sonderstatus (Lyon und Marseille) ein; hinzu kommen 2 Gemeinden auf Saint-Pierre und Miquelon, 48 in Französisch-Polynesien und 33 in Neukaledonien;
- 93 Départements einschließlich der 2 Übersee-Départements (aber ohne die Départements auf Korsika und im Elsass);
- 16 Regionen (régions) einschließlich der 2 Übersee-Regionen;
- folgende Gebietskörperschaften mit Sonderstatus (collectivités à statut particulier):
  - 4 collectivités territoriales uniques, die gleichzeitig die Kompetenzen eines Départements und einer Region und gegebenenfalls weitere Kompetenzen wahrnehmen, davon 3 in Übersee (Französisch-Guayana, Martinique und Mayotte) sowie Korsika[6]
  - die Europäische Gebietskörperschaft Elsass, die die Kompetenzen der Départementebene zuzüglich Sonderaufgaben wahrnimmt
  - die Métropole de Lyon, die gleichzeitig die Kompetenzen eines Départements und eines EPCI des Typs Métropole wahrnimmt;
  - die Stadt Paris, die gleichzeitig die Kompetenzen einer Gemeinde und eines Départements wahrnimmt;
  - die 3 Provinzen Neukaledoniens:[7] Nord, Süd, Loyalitätsinseln;
- 5 collectivités d’outre-mer mit einem Sonderstatus, der auf Artikel 74 der Verfassung beruht:
  - Französisch-Polynesien
  - Saint-Barthélemy
  - Saint-Martin
  - Saint-Pierre und Miquelon
  - Wallis und Futuna.

Auf dem Gebiet von Guadeloupe und Réunion koexistieren je zwei territorial deckungsgleiche Gebietskörperschaften  (Département und Region) mit unterschiedlichen Aufgaben. Dies war ehemals auch in Französisch-Guayana und Martinique der Fall, wo die parallel existierenden Gebietskörperschaften jedoch inzwischen zu collectivité territoriales uniques verschmolzen worden sind.
Keine Gebietskörperschaften der Republik sind:
- die arrondissements municipaux der Stadt Paris und der Gemeinden Lyon und Marseille, die Verwaltungseinheiten der jeweiligen Gebietskörperschaft mit eigener Volksvertretung sind;
- die innerhalb von durch Kommunalfusion neugeschaffenen communes nouvelles gebildeten communes déléguées, die Verwaltungseinheiten der jeweils übergeordneten Gemeinde sind;[8]
- die rund 2.000 Kantone, die Wahlkreise für die Wahlen der Départementräte sind und deren Vorgänger ehemals auch Verwaltungseinheiten des Staates waren;
- die 332 Arrondissements, die nur Verwaltungseinheiten des Staates sind;
- die Établissements publics de coopération intercommunale, heute vor allem die Communautés de communes, Communautés d’agglomération, Communautés urbaines und Métropoles (mit Ausnahme des Sondefalles der Métropole de Lyon, die rechtlich eine collectivité mit Sonderstatus ist), die juristische Personen des öffentlichen Rechts sind, die ihre Kompetenzen durch gewählte Organe ausüben, jedoch keine collectivités territoriales;
- das Überseegebiet Neukaledonien, das einen auf Abschnitt XIII der Verfassung beruhenden Sonderstatus mit erweiterter Autonomie besitzt (in der Literatur wird auf Bezeichnungen wie collectivité sui generis – „collectivité eigener Art“ – ausgewichen);[9]
- die Französischen Süd- und Antarktisgebiete, die ein Überseegebiet mit eigener Rechtspersönlichkeit bilden, das jedoch rechtlich von einem von der Zentralregierung ernannten Präfekten vertreten wird und nur einen ernannten Konsultativrat anstelle einer Volksvertretung besitzt;[10]
- die Clipperton-Insel, die ein Überseegebiet ohne eigene Rechtspersönlichkeit bildet, das direkt der Zentralregierung untersteht;[10]
- die Départements Corse-du-Sud, Haute-Corse, Bas-Rhin und Haut-Rhin, die nur Verwaltungsbezirke des Staates unter der Autorität eines Präfekten (circonscriptions départementales) sind, während die ehemals parallel bestehenden Gebietskörperschaften zu größeren Gebietskörperschaften mit Sonderstatus (Korsika bzw. Elsass) verschmolzen worden sind;
- die circonscription départementale du Rhône, die eine Verwaltungseinheit des Staates unter der Autorität eines Präfekten ist, während das ehemals parallel bestehende Département in zwei Gebietskörperschaften, das heutige verkleinerte Département Rhône und die Métropole de Lyon, aufgespalten worden ist.